# Karl Kreutzberg
Karl Kreutzberg (Aachen, 15 de febrero de 1912-13 de agosto de 1977) fue un jugador de balonmano alemán. Fue un componente de la Selección de balonmano de Alemania.
Con la selección ganó la medalla de oro en los Juegos Olímpicos de Berlín 1936, los primeros en los que el balonmano fue olímpico.